# The Act of Killing
Pour plus de détails, voir Fiche technique et Distribution.
The Act of Killing (indonésien : Jagal) est un film documentaire dano-britannico-norvégien réalisé par Joshua Oppenheimer, sorti en 2012.
Le film traite de la banalité de la violence et des meurtres au cours des massacres de 1965 en Indonésie, en s'intéressant en particulier aux assassins.
Joshua Oppenheimer réalise une suite en 2014 sur le même sujet, The Look of Silence, documentaire où il interroge des familles des victimes.

## Synopsis
Le film évoque le mouvement du 30 septembre 1965 en Indonésie ainsi que les massacres qui ont suivi, et qui ont causé la mort de 500 000 à un million de personnes. La parole est donnée aux auteurs de ces massacres, en particulier Anwar Congo et Adi Zulkadry, des voyous (preman) à qui l'armée confie les exécutions. À lui seul, Anwar Congo a assassiné environ 1 000 personnes, généralement en les étranglant avec un câble. Il est aujourd'hui un des fondateurs du groupe paramilitaire d'extrême droite indonésien Pemuda Pancasila, et n'a jamais été inquiété pour ses crimes.
Lorsqu'ils y sont invités par le réalisateur, Anwar et ses amis reconstituent volontiers les tueries pour les caméras, où ils évoquent leurs souvenirs et leurs sentiments. Les scènes sont reproduites dans le style de leurs films favoris : film de gangster, western et film musical. Certains des amis d'Anwar admettent devant la caméra qu'ils ont mal agi. D'autres s'inquiètent plutôt des conséquences du film sur leur image publique.

## Fiche technique
- Titre original : Jagal
- Titre français : The Act of Killing
- Réalisation : Joshua Oppenheimer
- Photographie : Carlos Arango de Montis et Lars Skree
- Montage : Niels Pagh Andersen, Janus Billeskov Jansen, Mariko Montpetit, Charlotte Munch Bengtsen et Ariadna Fatjó-Vilas Mestre
- Musique : Elin Øyen Vister
- Production : Signe Byrge Sørensen (en), Werner Herzog, Errol Morris, Joram ten Brink et Andre Singer (en)
- Société de production : Final Cut for Real (en)
- Pays de production :  Danemark,  Royaume-Uni et  Norvège
- Langue originale : indonésien
- Genre : documentaire
- Durée : 159 minutes
- Dates de sortie[4] :
  - États-Unis : 31 août 2012 (Festival du film de Telluride 2012), 23 mars 2013 (New Directors/New Films 2013), 5 mai 2013 (Montclair Film Festival (en) 2013), 18 mai 2013 (Festival international du film de Seattle 2013), 14 juin 2013 (Los Angeles Film Festival 2013), 18 juin 2013 (Human Rights Watch Film Festival 2013), 19 juillet 2013 (New York 2013), 2 août 2013 (Traverse City Film Festival 2013), 15 novembre 2013 (DOC NYC 2013), 15 juillet 2014 (director's cut, internet)
  - Indonésie : 1er novembre 2012 (date annoncée : le film étant interdit en Indonésie, les projections ont été clandestines, en particulier dans les milieux militants des descendants de victimes)
  - Canada : 8 septembre 2012 (Festival international du film de Toronto 2012)
  - Danemark : 3 novembre 2012 (Copenhagen International Documentary Film Festival 2012), 7 novembre 2012 (DOXBIO 2012), 8 novembre 2012
  - Allemagne : février 2013 (Festival international du film de Berlin 2013), 14 septembre 2013 (Festival international du film d'Oldenbourg 2013), 14 novembre 2013
  - Luxembourg : 28 février 2013 (Discovery Zone Film Festival Luxembourg 2013)
  - Suède : 6 mars 2013 (Tempo Documentary Festival 2013), 22 septembre 2013 (Nordisk Panorama Film Festival 2013)
  - Grèce : 19 mars 2013 (Festival international du film de Thessalonique 2013)
  - Hong Kong : 29 mars 2013 (Festival international du film de Hong Kong directorat cut 2013), 23 octobre 2014
  - France : 10 avril 2013
  - Taïwan : 26 avril 2013 (Urban Nomad Film Festival 2013)
  - Pologne : 26 avril 2013 (Planete+ Doc Film Festival 2013), 28 février 2014
  - Pays-Bas : 23 mai 2013, 26 avril 2013 (International Documentary Festival Amsterdam 2013)
  - Australie : 6 juin 2013 (Festival du film de Sydney 2013)
  - Italie : 8 juin 2013 (Biografilm Festival 2013), 17 octobre 2013, 15 juin 2014 (Biografilm Festival 2014), 14 juin 2015 (Biografilm Festival, director's cut 2015)
  - Royaume-Uni : 28 juin 2013, 12 septembre 2013 (EDINDOCS Film Festival 2013)
  - Finlande : 21 septembre 2013 (Festival international du film d'Helsinki 2013), 6 novembre 2013 (TV premiere)
  - Philippines : 18 décembre 2013 (Cinemanila International Film Festival 2013)
  - Israël : 8 mai 2015 (Doc Aviv, director's cut 2015)

## Accueil
Le film a reçu un accueil international très positif. L'agrégateur de critiques Rotten Tomatoes lui donne une note de 95 % de critiques positives avec une moyenne de 8,7/10 sur 132 critiques. Le site résume le film ainsi : « Brut, terrifiant, pénible à regarder, The Act of Killing offre un exemple bouleversant du pouvoir édifiant et dérangeant du cinéma documentaire. » Le site Metacritic lui donne la note de 89/100 basée sur 30 critiques.
Le magazine The Village Voice l'a qualifié de « chef-d'œuvre ».
Le film a été, comme on pouvait s'y attendre, interdit en Indonésie. Joshua Oppenheimer n'a plus de droit de visa pour ce pays. C'est par peur de représailles que l'ensemble de l'équipe de tournage indonésienne, dont le co-réalisateur, sont restés anonymes, et sont crédités comme tels dans le film.

## Autour du film
Le massacre des communistes indonésiens en 1965-66 est peu connu, voire ignoré, bien qu'il ait entraîné, selon certaines estimations, la mort d'un demi millions d'individus. Ces crimes ont été largement passés sous silence par les médias occidentaux. 
Daniel Mermet et Giv Anquetil ont consacré un reportage sur ce sujet le 12 octobre 2005 dans l'émission « Là-bas si j'y suis » sur France Inter appelé « Indonésie : retour sur un massacre oublié », sur http://la-bas.org/, 12 octobre 2005 (consulté le 25 juillet 2015).

### Articles complémentaires
- L'article du journal « L'Indonésie en passe de reconnaître les massacres anticommunistes de 1965 », 6 août 2012 (consulté le 25 juillet 2015)
- La fiche du DVD « The act of killing » sur le site des « Les Mutins de Pangée »

## Distinctions

### Récompenses
- Festival international du film de Berlin 2013 : prix du jury œcuménique[8],[9],[10],[11]
- Austin Film Critics Association Awards 2013 : meilleur film documentaire
- Boston Online Film Critics Association Awards 2013 : meilleur film documentaire
- Boston Society of Film Critics Awards 2013 : meilleur film documentaire
- British Academy Film Awards 2014 : Meilleur film documentaire
- Chicago Film Critics Association Awards 2013 : meilleur film documentaire et meilleur film en langue étrangère
- Prix du cinéma européen 2013 : meilleur film documentaire européen
- Florida Film Critics Circle Awards 2013 : meilleur film documentaire
- Gotham Awards 2013 : meilleur film documentaire
- Indiana Film Journalists Association Awards 2013 : meilleur film documentaire
- Kansas City Film Critics Circle Awards 2013 : meilleur film documentaire
- Online Film Critics Society Awards 2013 : meilleur film documentaire
- San Diego Film Critics Society Awards 2013 : meilleur film documentaire
- San Francisco Film Critics Circle Awards 2013 : meilleur film documentaire
- Southeastern Film Critics Association Awards 2013 : meilleur film documentaire
- Toronto Film Critics Association Awards 2013 : meilleur film documentaire
- Village Voice Film Poll 2013 : meilleur film documentaire
- Festival 2 cinéma de Valenciennes 2013 : Grand prix
- British Academy Film Awards 2014 : meilleur film en langue étrangère
- Central Ohio Film Critics Association Awards 2014 : meilleur film documentaire
- London Film Critics Circle Awards 2014 : film documentaire de l'année
- National Society of Film Critics Awards 2014 : meilleur film documentaire (ex æquo avec At Berkeley)
- Oklahoma Film Critics Circle Awards 2014 : meilleur film documentaire
- Vancouver Film Critics Circle Awards 2014 : meilleur film documentaire
- Chlotrudis Awards 2014 : meilleur film documentaire

### Nominations et sélections
- Festival du film de Los Angeles 2013
- Festival du film de Sydney 2013
- IDA Awards 2013 : meilleur film documentaire
- Washington D.C. Area Film Critics Association Awards 2013 : meilleur film documentaire

- Critics' Choice Movie Awards 2014 : meilleur film documentaire
- Independent Spirit Awards 2014 : meilleur film documentaire
- Oscars du cinéma 2014 : meilleur film documentaire
- Satellite Awards 2014 : meilleur film documentaire